# Svanviks kapell
Svanviks kapell är en korskyrka av trä från 1934 i Svanvik i Sør-Varangers kommun i Finnmark i Norge. 
Kyrkan ritades av Harald Sund och är byggd i rundtimmer utan panelklädnad i norsk nationalromantisk stil. Den har 250 platser. Den är kulturminne med nummer 85008.
Svanviks kapell ligger på en liten höjd vid Svanvikvannet, omgivet av tallar.